# 南翠屏公园

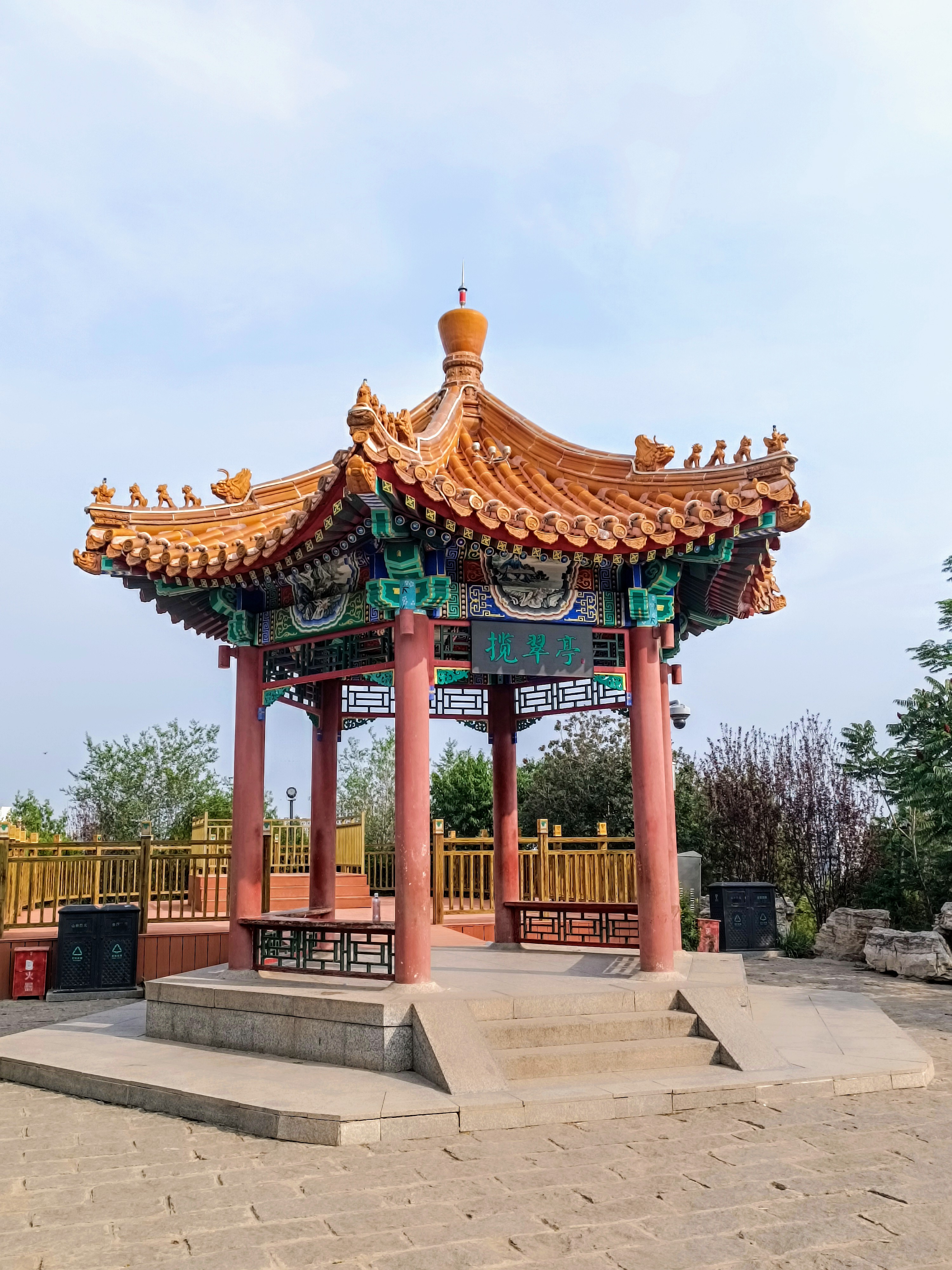
南翠屏公园山顶的揽翠亭

39°04′33″N 117°09′03″E / 39.0758°N 117.1509°E南翠屏公园，初名堆山公园，坐落于中国天津市南开区境内，占地面积33.5万平方米，山体面积12.1万平方米，主峰高达52米，水体面积8.5万平方米。其中，山体造景全部采用建筑渣土。

## 历史

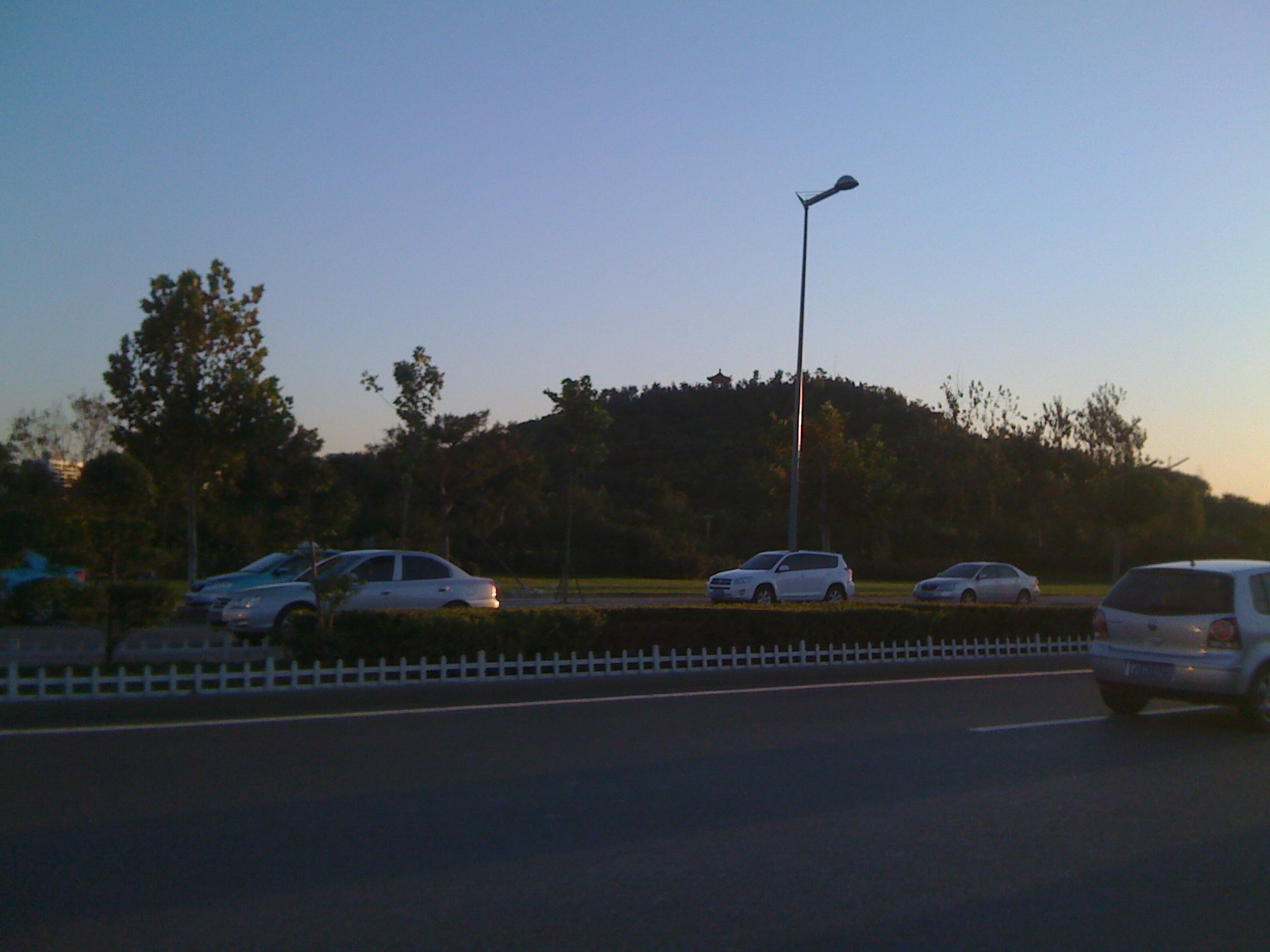
南翠屏公园

南翠屏公园所在地为天津市南部城乡结合部的建筑垃圾填埋场。1986年，时任天津市市长李瑞环提议并亲自审定了在该地“变废为宝”用堆山垃圾堆山造景的工程项目，建园宗旨是建设一座建筑垃圾填埋场在消纳建筑渣土和无害化工业垃圾的同时对其进行造景绿化，为市民提供一处集游览、 休憩、健身于一体的公共绿地。
1986年5月27日，作为净化美化城市的对策之一，天津市利用垃圾堆山造景工程开工，对市内所有垃圾废土实行统一管理，一律用于堆山，堆山地点选定在水上公园南侧，占地约80公顷，是南翠屏公园的由来。

## 景区
- 翠屏览翠
- 漫舞花溪
- 浅草漫步
- 静湖映翠
- 碧荷拾香
- 曲水晓月